# Frontière entre la Bulgarie et la Serbie

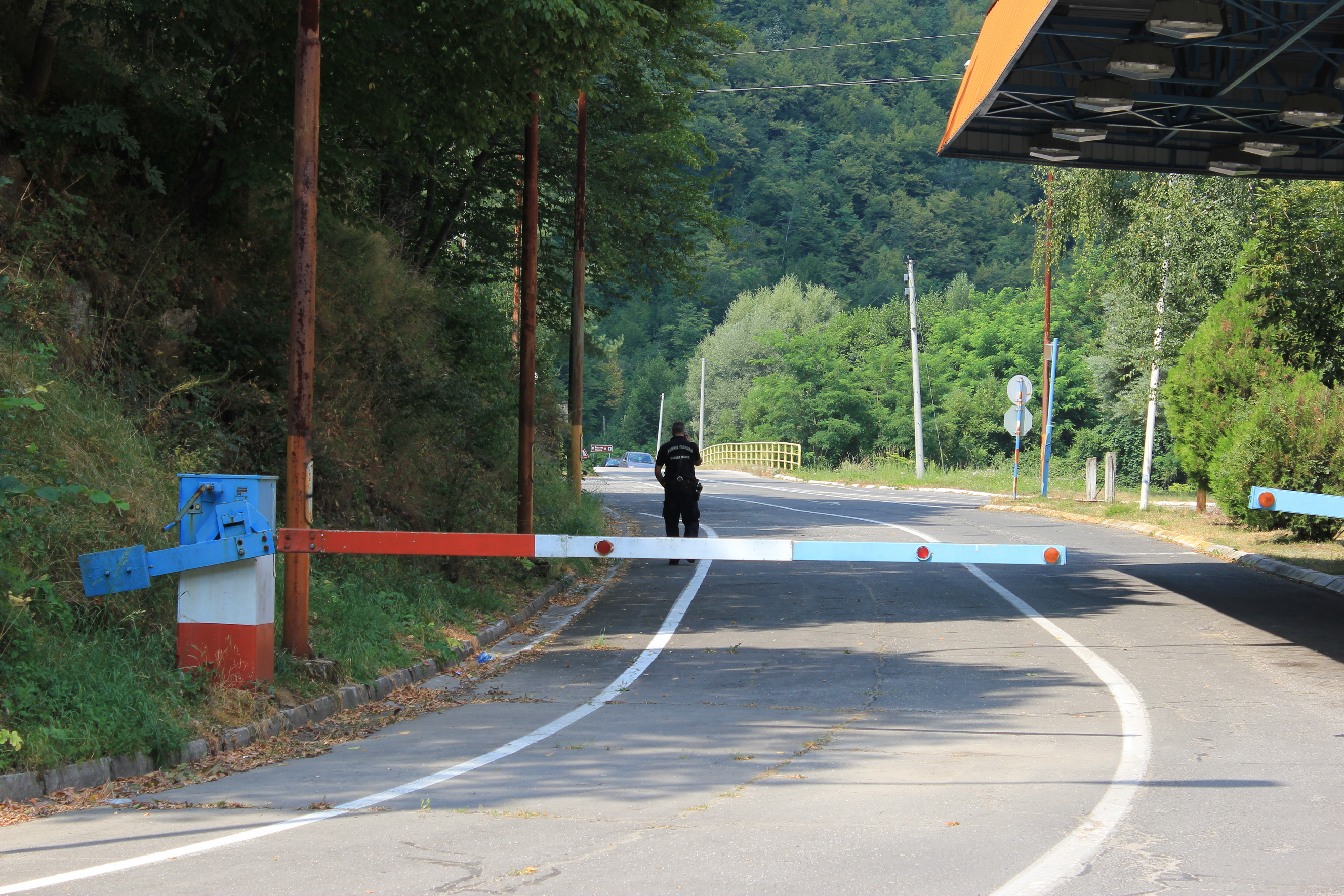
Le poste-frontière de Bosilegrad en 2013.

La frontière entre la Bulgarie et la Serbie est la frontière internationale entre la Bulgarie, membre de l'Union européenne et intégrée à l'espace Schengen, et la Serbie.

## Tracé
L'itinéraire commence au nord, au tripoint entre la Serbie, la Roumanie et la Bulgarie, à l'embouchure du fleuve Timok dans le Danube. La frontière s'étend vers le sud en direction de la rivière Timok vers Brégovo (Bul.), puis continue à l'est de la rivière, atteint le col de Vraška Cuka, en direction du sud-est, et traverse les montagnes des Balkans occidentaux (plaines Nikolska, Čiprovska et Berkovska). Du sommet la Srebrna Glava (1 933 m), elle continue en direction sud-ouest, à l'ouest de Staninci, Kalotina, traverse la rivière Nišava et atteint la rivière Jerma dans la ville de Bankya. Ensuite, vous atteignez le pic Ruj (1 706 m), prenez la direction sud, traversez les montagnes Milevska Planina (Milevec 1 733 m), sans traverser la ville serbe de Bosilegrad, traversez la rivière Dragovištica (à l'ouest de la ville de Dolno Ujno) et entre en contact avec le tripoint entre la Serbie, la Macédoine du Nord et la Bulgarie.

## Histoire
La première frontière bulgaro-serbe a été établie après le traité de Berlin de 1878 par lequel l'Empire ottoman a reconnu l'indépendance du royaume de Serbie et du royaume de Bulgarie. Après la deuxième guerre balkanique et le traité de Bucarest de 1913 , une nouvelle frontière entre les deux royaumes a été confirmée. En 1919, le royaume de Serbie a été remplacé par le royaume de Yougoslavie , qui faisait partie de l'actuelle Macédoine du Nord. En 1947, le royaume yougoslave a été remplacé par la république fédérative socialiste de Yougoslavie. Avec la dislocation de la Yougoslavie en 1991 et la fédération de Serbie-et-Monténégro en 2006, cette frontière n'est actuellement qu'entre la Bulgarie et la Serbie. En outre, la Bulgarie étant membre de l'Union européenne depuis 2004, elle fait également partie des frontières extérieures de l'Union européenne .